# Comoara din Carpați
Comoara din Carpați este un film românesc din 1975 regizat de Cornel Todea. Rolurile principale au fost interpretate de actorii Liviu Rozorea, Violeta Andrei, Florin Codre.

## Distribuție
Distribuția filmului este alcătuită din:
- Violeta Andrei
- Liviu Rozorea
- Ioana Bulcă
- Florin Codre
- Papil Panduru
- Nicolae Enache Praida
- Mircea Anghelescu